# Tayna Lawrence
Tayna Lawrence (Spanish Town, 17 settembre 1975) è un'ex velocista giamaicana.
Laureatasi alla Florida International University di Miami, nonostante il buon palmarès ai Giochi Olimpici, non ha mai vinto medaglie nel corso di Campionati del Mondo. Doveva essere una delle protagoniste di Parigi 2003 ma non poté parteciparvi a causa di un intervento chirurgico alla gamba, per infortuni vari subiti nel corso del 2001.

## Risultati
| Anno | Manifestazione       | Sede   | Risultato | Evento  |
| ---- | -------------------- | ------ | --------- | ------- |
| 2000 | Olimpiadi            | Sydney | 2º (*)    | 100 m   |
| 2000 | Olimpiadi            | Sydney | 2º        | 4x100 m |
| 2002 | Coppa del Mondo IAAF | Madrid | 2º        | 100 m   |
| 2002 | IAAF Grand Prix      | Parigi | 3º        | 100 m   |
| 2004 | Olimpiadi            | Atene  | 1º        | 4x100 m |

(*) Nell'ottobre 2007 Marion Jones, vincitrice dell'oro, fu privata della vittoria in seguito ad uno scandalo doping che la coinvolse in prima persona. Nel dicembre 2009 il CIO ha deciso di non assegnare l'oro e di ridistribuire le rimanenti medaglie, promuovendo Tanya Lawrence dal terzo al secondo posto